# Engelbert Miś
Engelbert Miś (* 13. Januar 1943 in Alt Schalkendorf, Oberschlesien) ist ein polnischer Journalist, der der deutschen Minderheit in Polen angehört. Er war langjähriger Chefredakteur der Zeitschrift Schlesisches Wochenblatt.
Von 1966 bis 1982 arbeitete Miś als Journalist für Słowo Powszechne und von 1983 bis 1991 für die Wochenschrift Katolik, die beide zur katholischen Presse des Landes gehören. Nach der politischen Wende in Polen 1989 begann Miś für die deutsche Minderheit in Oberschlesien zu arbeiten. Er leitete die Zeitungen der Sozial-Kulturellen Gesellschaft der Deutschen im Oppelner Schlesien, die Oberschlesischen Nachrichten und die Oberschlesische Zeitung. Zudem war er Pressesprecher dieser Gesellschaft. Von den 1990er Jahren bis April 2010 war Miś Chefredakteur des Schlesischen Wochenblatts, der auflagenstärksten deutschsprachigen Zeitung in Polen.

## Aufsätze
- Deutsche in Polen bangen um ihre Zukunft. In: Verein für Deutsche Kulturbeziehungen im Ausland (Hrsg.): Globus. Nr. 1, 2006 (Abstract).
- Analyse: Quo vadis, deutsche Minderheit in Polen? In: Dialog. Deutsch-Polnisches Magazin. Nr. 87, 2009: 1949–1989–2009. 60 Jahre Bundesrepublik – Deutsche und polnische Perspektiven (Inhalt).